# Tatiana (chanteuse)
Pour les articles homonymes, voir Tatiana.
 (novembre 2015).
Tatiana Palacios Chapa (née à Philadelphie, Pennsylvanie, États-Unis, le 12 décembre 1968), plus connue simplement comme Tatiana, ou sous le surnom de « La Reine des Enfants », est une chanteuse et actrice mexicaine.

## Biographie
Ses parents sont mexicains, originaires de Monterrey, Mexique. Cependant, elle est née à Philadelphie, Pennsylvanie, aux États-Unis, le 12 décembre 1968, parce que son père faisait à l’époque un doctorat en économie à l’université de Pennsylvanie. Quelques années plus tard, quand son père a obtenu son degré de docteur en économie, elle est rentrée à Monterrey, Mexique, où elle a grandi et habite actuellement. C’est au sein de cette famille qu’elle a été élevée avec son frère Juan Ramón, nourrie au lait de solides valeurs mexicaines.
Tatiana commence sa carrière depuis l’enfance, participant dans des émissions télé de son natal Monterrey où elle interprète des chansons ou fait partie des danseuses de son frère Juan Ramón, qui débute aussi dans la chanson pop pour un public jeune. En 1984 elle gagne le concours El Rostro de El Heraldo de México (concours de beauté organisé par ce journal mexicain) et obtient son premier rôle protagonique dans l’opéra-rock Kuman, après beaucoup de rejets de la part des maisons de disques et les chaînes de télévision, surtout à cause de son âge, car elle n’était ni assez jeune pour participer aux œuvres destinées aux enfants, ni assez âgée pour plaire à un public plus mûr. Tatiana avait à l’époque 15 ans. C’est cet opéra-rock qui attire l’attention des labels discographiques et chaînes de télévision, car par la suite de nombreuses propositions lui arrivent, tant pour enregistrer de la musique que pour jouer dans de feuilletons. Néanmoins, elle préfère se concentrer sur sa passion, la musique, en enregistrant un album par an pendant les années 1980.